# Catocala bokhaica
Catocala bokhaica és una espècie de papallona nocturna de la subfamília Erebinae i la família Erebidae. Es troba al krai de Primórie (Rússia), Corea del Nord i la Xina.